# 2052 Tamriko
Tamriko (asteróide 2052) é um asteróide da cintura principal com um diâmetro de 30,45 quilómetros, a 2,7555482 UA. Possui uma excentricidade de 0,0836701 e um período orbital de 1 904,71 dias (5,22 anos).
Tamriko tem uma velocidade orbital média de 17,17570828 km/s e uma inclinação de 9,50768º.
Esse asteróide foi descoberto em 24 de Outubro de 1976 por Richard West.